# Dosches
Dosches ist eine französische Gemeinde mit 312 Einwohnern (Stand 1. Januar 2022) im Département Aube in der Region Grand Est (vor 2016 Champagne-Ardenne). Sie gehört zum Kanton Brienne-le-Château im Arrondissement Troyes.

## Geographie
Dosches liegt etwa 13 Kilometer ostnordöstlich von Troyes am Lac d’Orient.
Nachbargemeinden sind Rouilly-Sacey im Norden und Nordosten, Géraudot im Osten und Südosten, Lusigny-sur-Barse im Süden, Laubressel im Westen sowie Mesnil-Sellières im Nordwesten.

## Bevölkerungsentwicklung
| Jahr                       | 1962 | 1968 | 1975 | 1982 | 1990 | 1999 | 2006 | 2011 | 2019 |
| -------------------------- | ---- | ---- | ---- | ---- | ---- | ---- | ---- | ---- | ---- |
| Einwohner                  | 176  | 178  | 159  | 196  | 237  | 237  | 277  | 301  | 299  |
| Quellen: Cassini und INSEE |      |      |      |      |      |      |      |      |      |

## Sehenswürdigkeiten
- Kirche Saint-Jean-Baptiste aus dem 16. Jahrhundert
- Kapelle Saint-Pierre-ès-Liens in Rosson
- Mühle von Dosches aus dem 18. Jahrhundert
- Burg

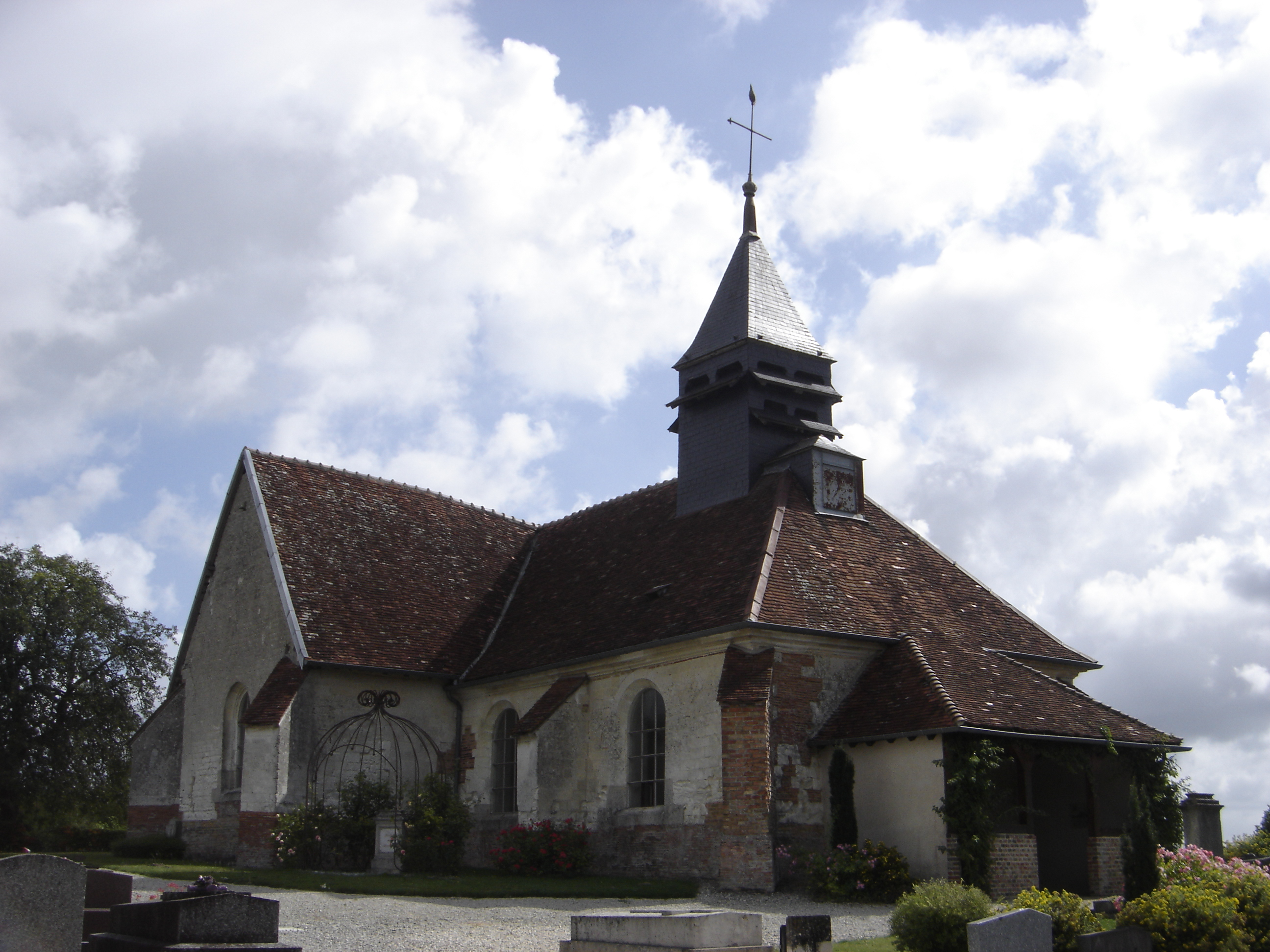
Kirche Saint-Jean-Baptiste
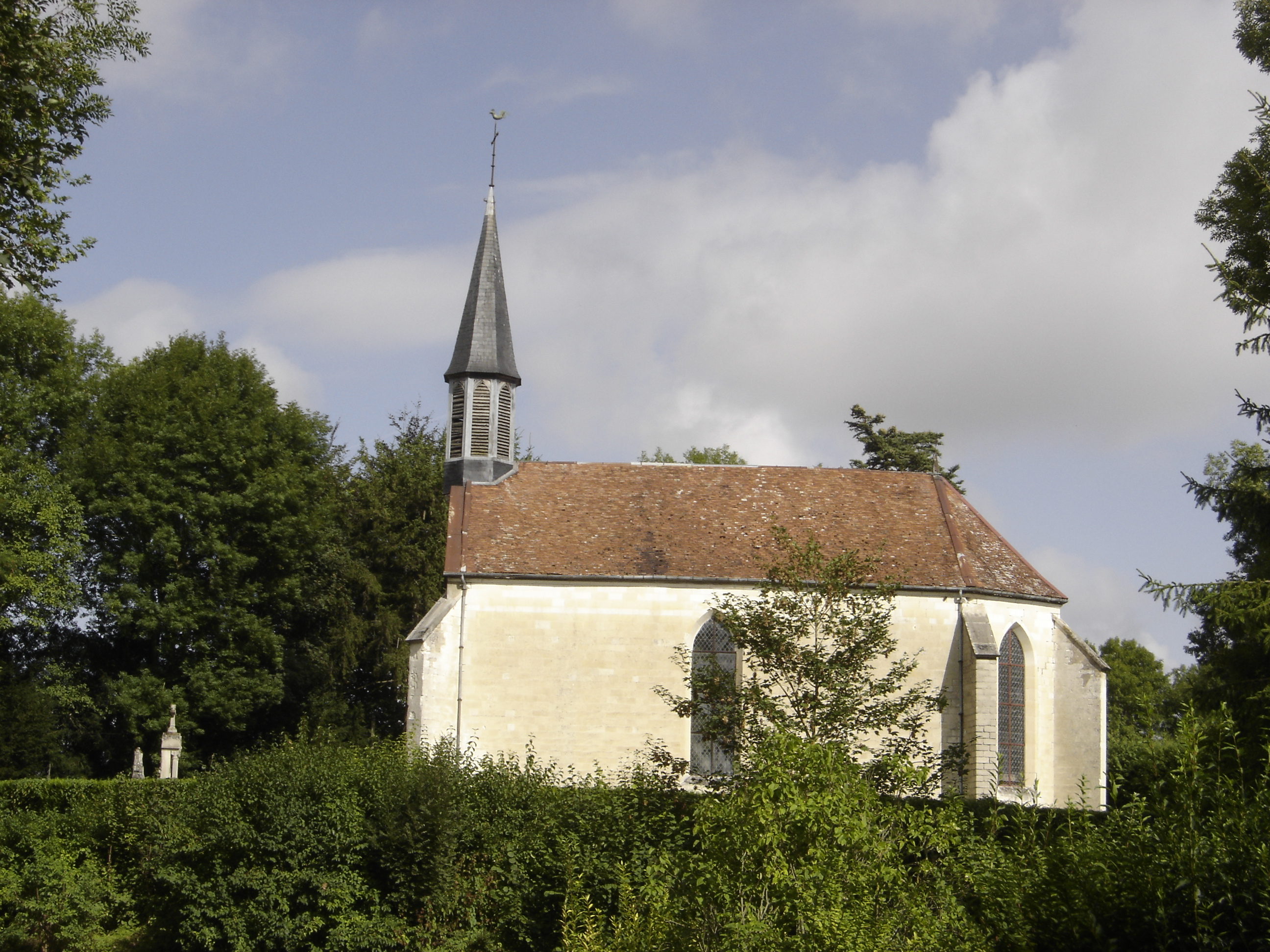
Kapelle Saint-Pierre-ès-Liens in Rosson
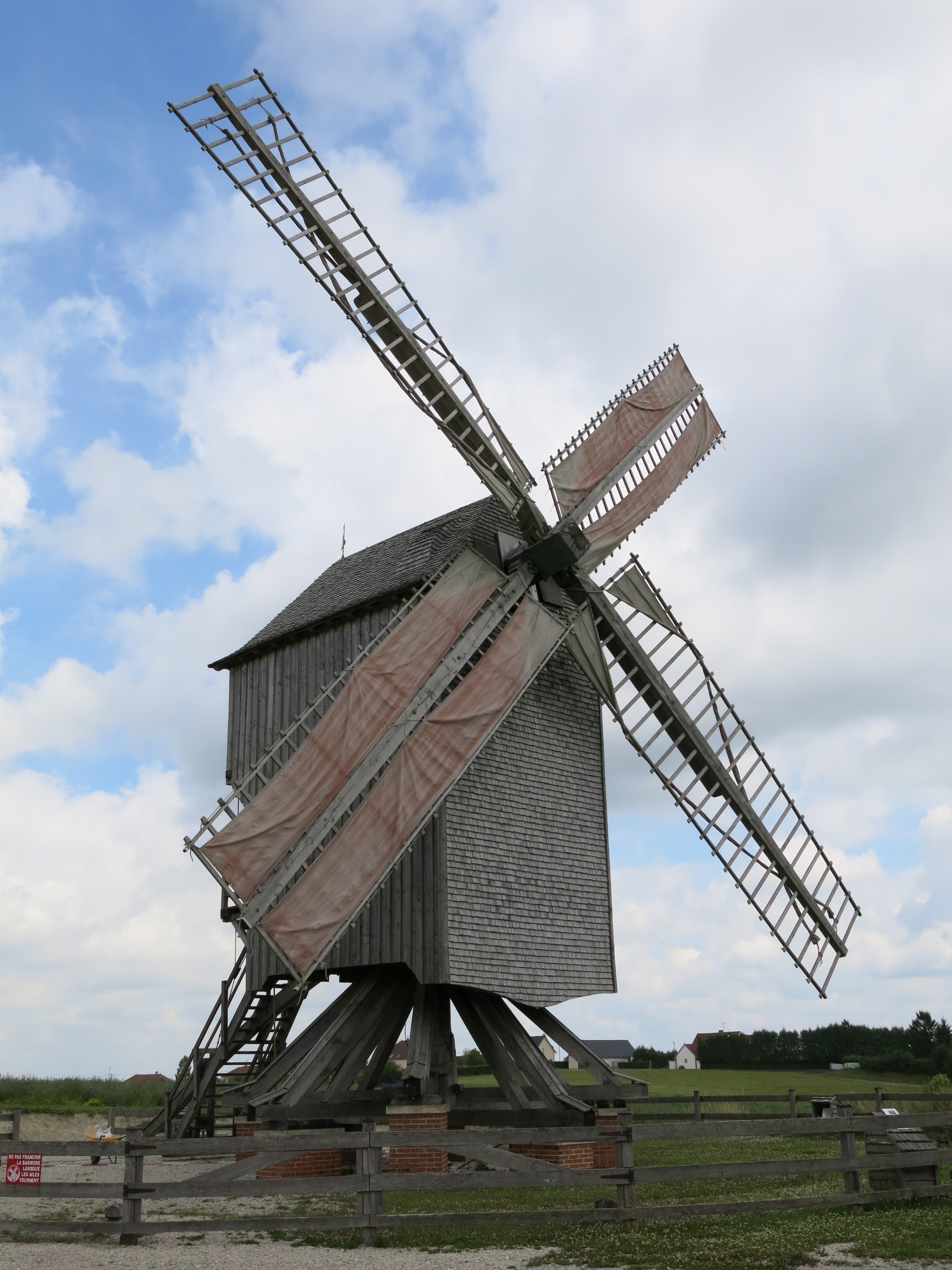
Windmühle von Dosches